# Barriera di Lanzo
Barriera di Lanzo (Bariera 'd Lans in piemontese), un tempo nota come Nuova Barriera di Lanzo (Neuva Bariera 'd Lans), è una zona della Circoscrizione 5 di Torino, situato nell'estrema periferia nord-ovest della città, considerata sobborgo del quartiere Madonna di Campagna ed è delimitata:
- a nord col comune di Venaria Reale, attraverso il torrente Stura di Lanzo-Via Paris-Via Mantovani
- a est da Strada dell'Aeroporto-Via Stampini
- a sud da Corso Grosseto (quartiere Vallette-Lucento)
- a ovest dal confine con Venaria Reale, attraverso Strada Comunale di Altessano

Nonostante la sua posizione periferica, gode di una relativa centralità, perché attraversata da importanti infrastrutture come il collegamento con l'Aeroporto di Caselle e la ferrovia Torino-Ceres, più diversi siti di interesse storico nelle immediate vicinanze, come la Reggia di Venaria, il Centro Conservazione e Restauro, a nord con il Parco naturale La Mandria con all'interno il Borgo Castello e il Centro Internazionale del Cavallo, più a sud con il Parco della Pellerina). 
Il territorio è attraversato dal tracciato della Spina Reale, ovvero il percorso storico della ferrovia oggi interrata, che un tempo univa Torino alla residenza reale di Venaria.

## Storia

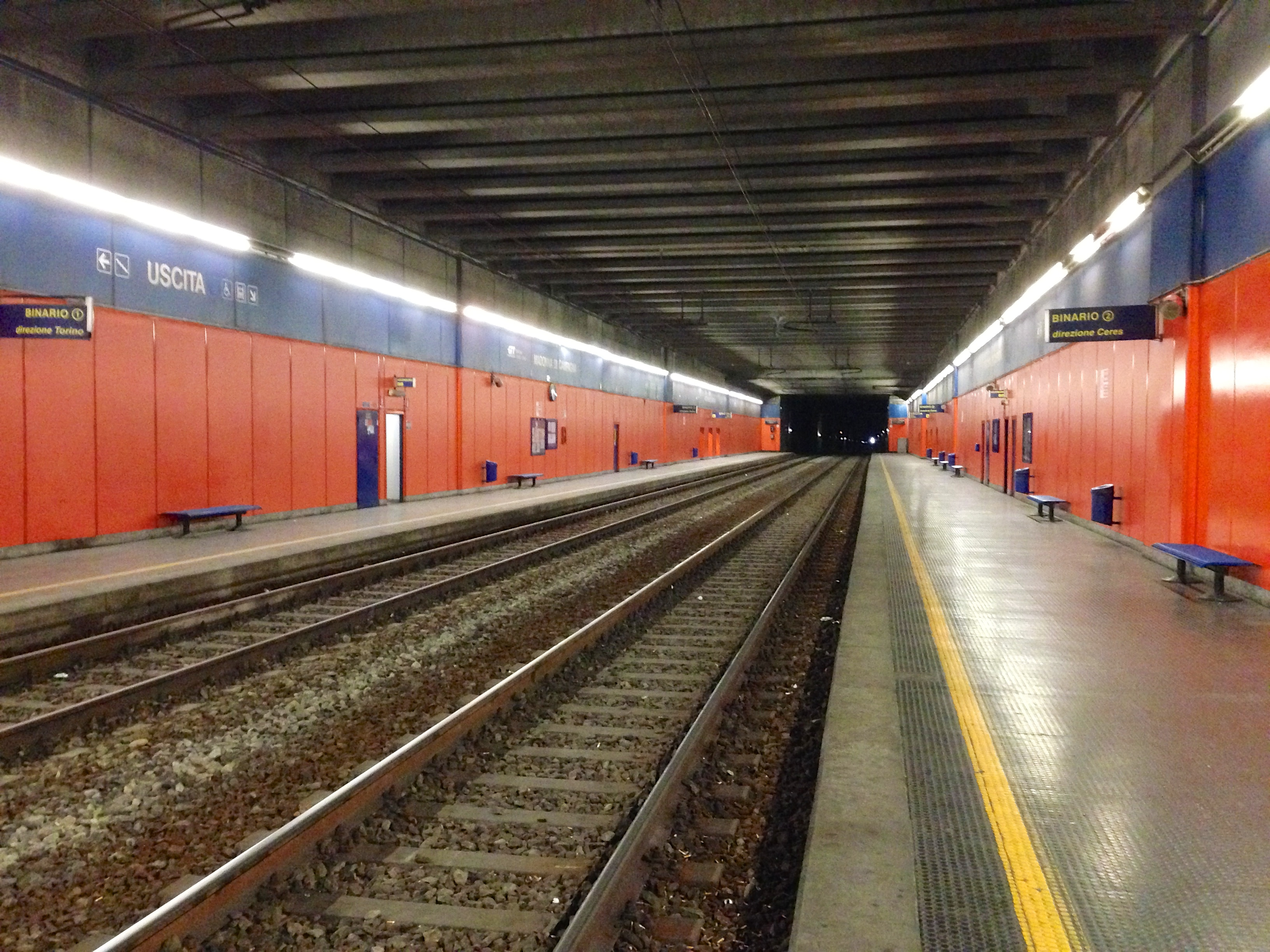
Il servizio ferroviario metropolitano di Torino: sotterraneo della Spina Reale attualmente dismesso

La denominazione del quartiere trae origine, similmente alle altre borgate e barriere cittadine dalla presenza dell'antica cinta daziaria, in questo caso riguardante l'accesso dalle Valli di Lanzo perciò altresì dalla Valle d'Aosta e la Svizzera.

In questo contesto è doveroso affrontare le due denominazioni: Vecchia e Nuova Barriera di Lanzo. La prima è oggi nota anche come Borgata Tesso, posta più a sud all'interno della Spina Reale, la Nuova è posta più a nord-ovest rispetto alla prima. Questa distinzione fu dovuta all'ampliamento dei confini comunali, che crearono due quartieri sostanzialmente diversi, storicamente simili, a fianco a quelli di Borgata Vittoria, Madonna di Campagna e un po' più ad ovest Lucento e Vallette.

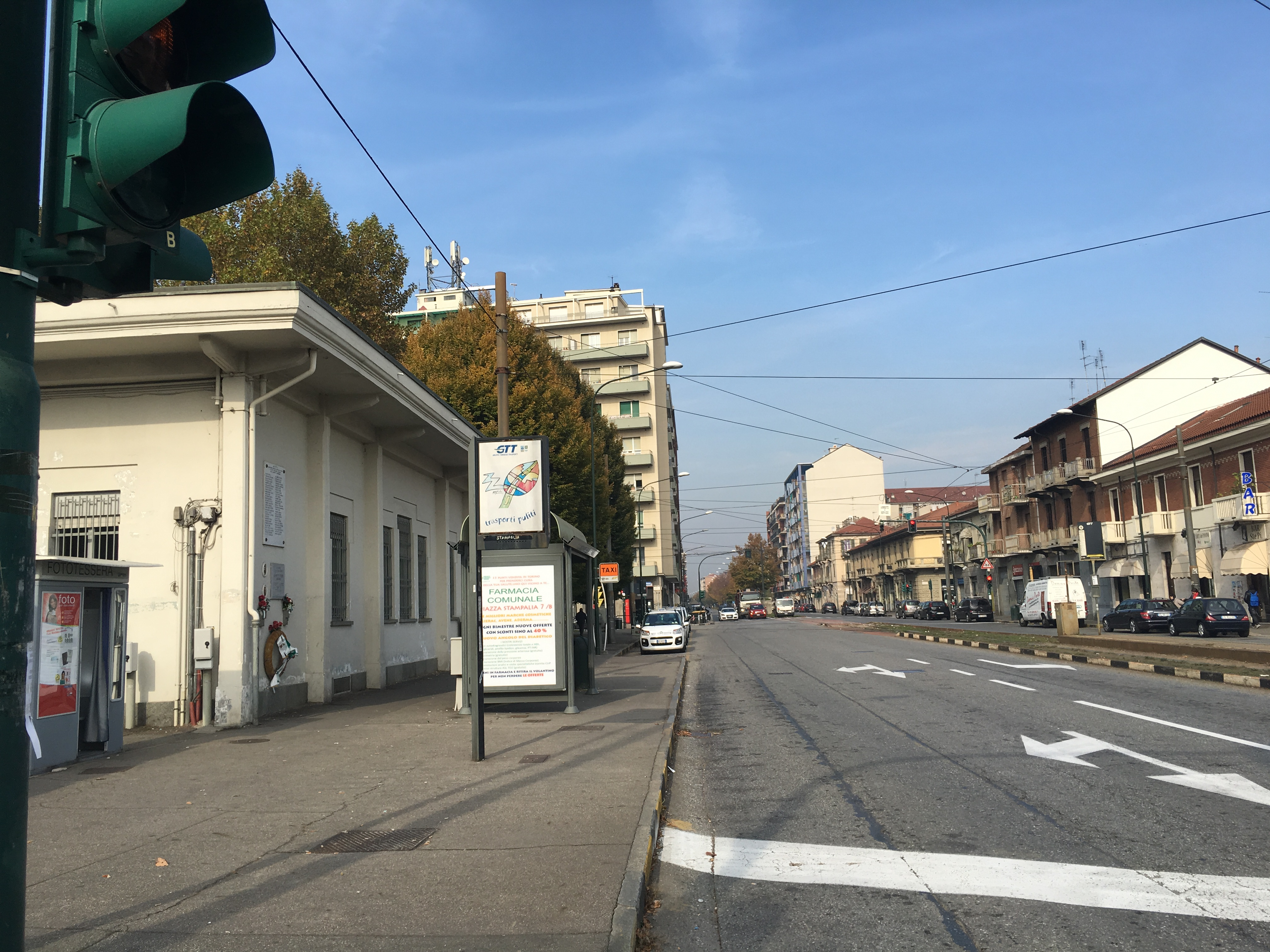
Vista di Piazza Stampalia su Strada di Lanzo

Ancora oggi il quartiere è in progressivo sviluppo urbanistico: insediamenti commerciali e di servizio terziario la fanno da padrone, nonché nuovi insediamenti edilizi. La sua posizione strategica fra il capoluogo piemontese e la sua dimora reale per eccellenza, la Reggia di Venaria Reale, ne fanno un centro a piena regola, un crocevia di passaggio e di sosta, servito da mezzi pubblici di ogni genere e da attività commerciali per ogni esigenza per non parlare di attività alberghiere presenti sul territorio.
Il quartiere ha la sua fetta di turismo, sia grazie agli eventi concertistici e sportivi presso i palazzetti e lo stadio, che presso i centri commerciali che caratterizzano la zona e anche in occorrenza di feste di quartiere e patronali, dove vengono organizzate varie attività di ritrovo e di richiamo storico.
Nei pressi del quartiere in Strada Bramafame 22 è presente la sede della Federnautica Nazionale.

## Sport
In virtù del suo legame con il rione Rigola, Barriera di Lanzo partecipa ogni anno al Palio dei Borghi di Venaria, in cui sono presenti i borghi storici che compongono il Comune. I borghi storici sono: Centro Storico (Borgo Antico) - La Mandria - Polo Nord - Siberia - Trucco - Altessano - San Marchese - Porto - La Rigola - San Giuseppe - Colomba - Savonera e Gallo. Sono da aggiungere poi i quartieri più recenti che si aggregano agli altri durante il Palio o semplicemente fanno da spettatori, tra cui il Quartiere Praile, Salvo D'Acquisto, Ponte Stura, Fiordaliso, Casermette e Pre Parco (Madonnina Prima e Madonnina Seconda). In conclusione ci sono i territori di Borgo Castello, sul colle della città, e Regia Mandria, per un totale di circa 20 borghi cittadini.
Barriera di Lanzo, inoltre, ha gareggiato al Palio dei Quartieri di Torino e provincia, sia sotto il nome della Venaria Reale, vincendo alcune edizioni in quanto tale, sia sotto il nome di Madonna di Campagna, il suo quartiere alter ego in città.

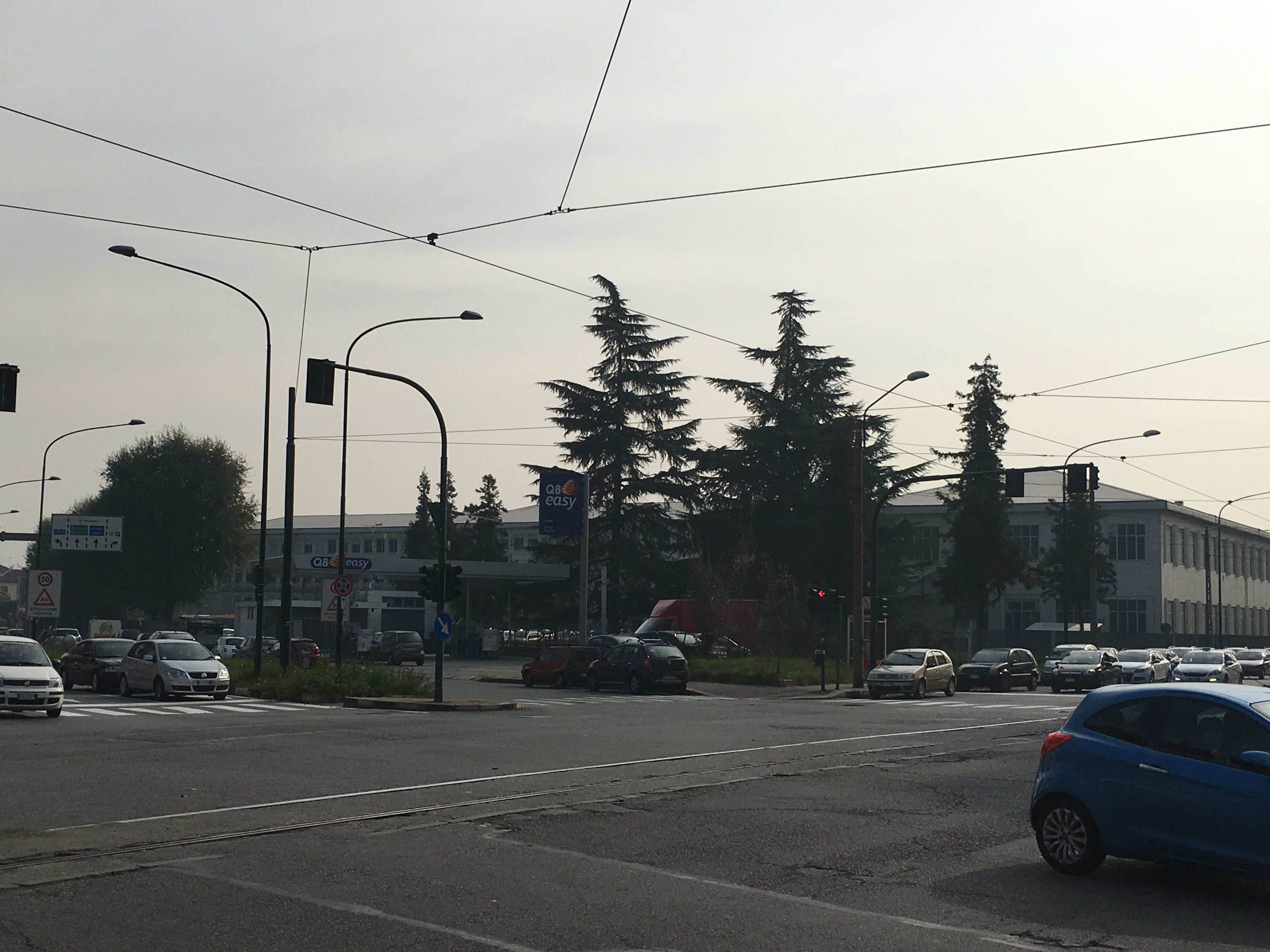
Strada Lanzo angolo Via P. Veronese

## Arte
Durante le feste di quartiere è presente la mostra di quadri e esposizioni artistiche, nonché l'esposizione di auto d'epoca con la premiazione della più bella. Inoltre la borgata, oltre ad ospitare il discorso istituzionale, è percorsa dalle majorettes accompagnate dalla banda musicale. Fanno da cornice stand di associazioni e onlus di quartiere. La zona organizza anche un programma ricco di eventi culturali, sportivi e momenti di animazione nonché concerti, musica e visite guidate sul territorio del quartiere.

### Street Art

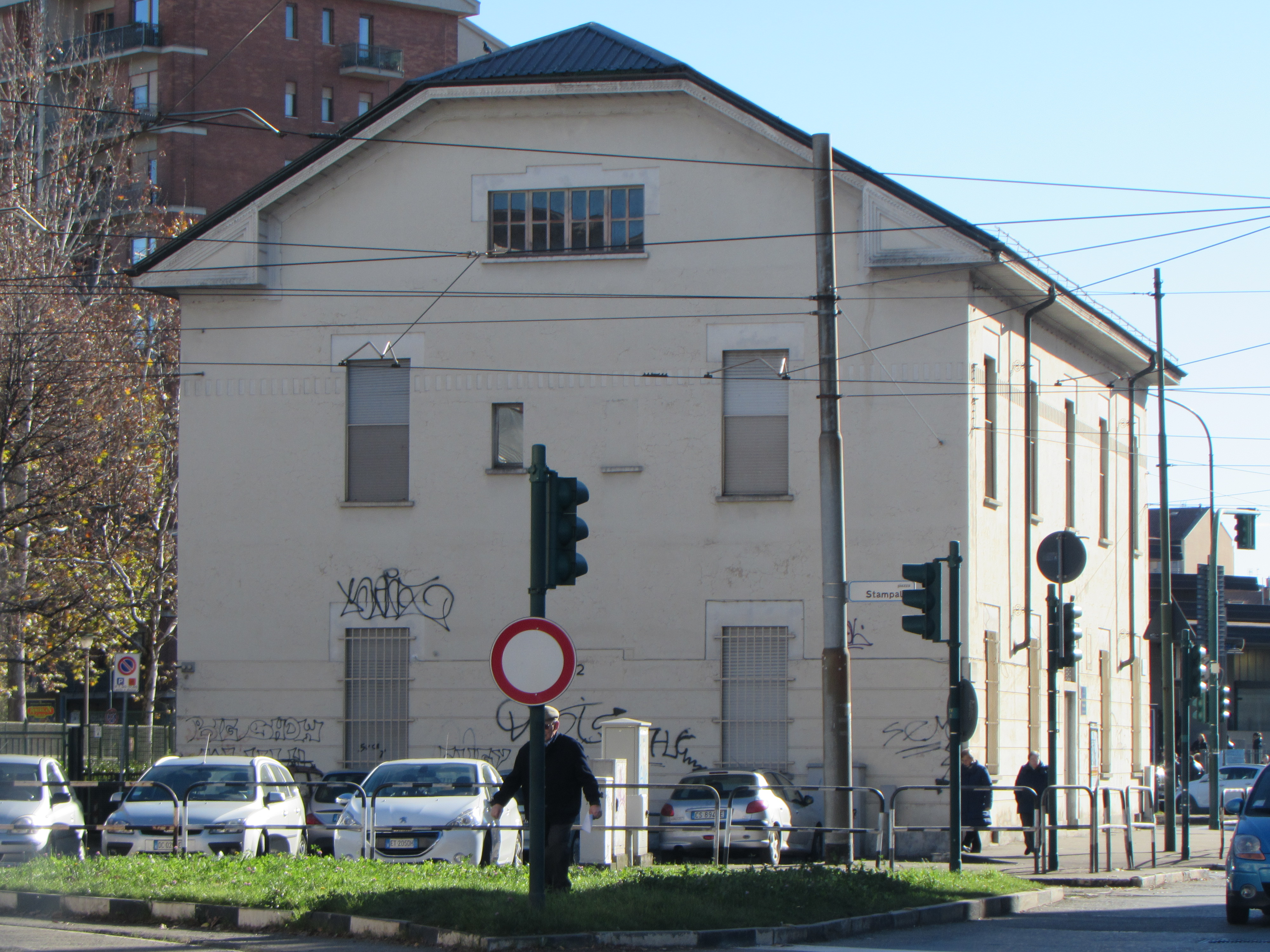
Edificio del Dazio in Piazza Stampalia (anno 1912)

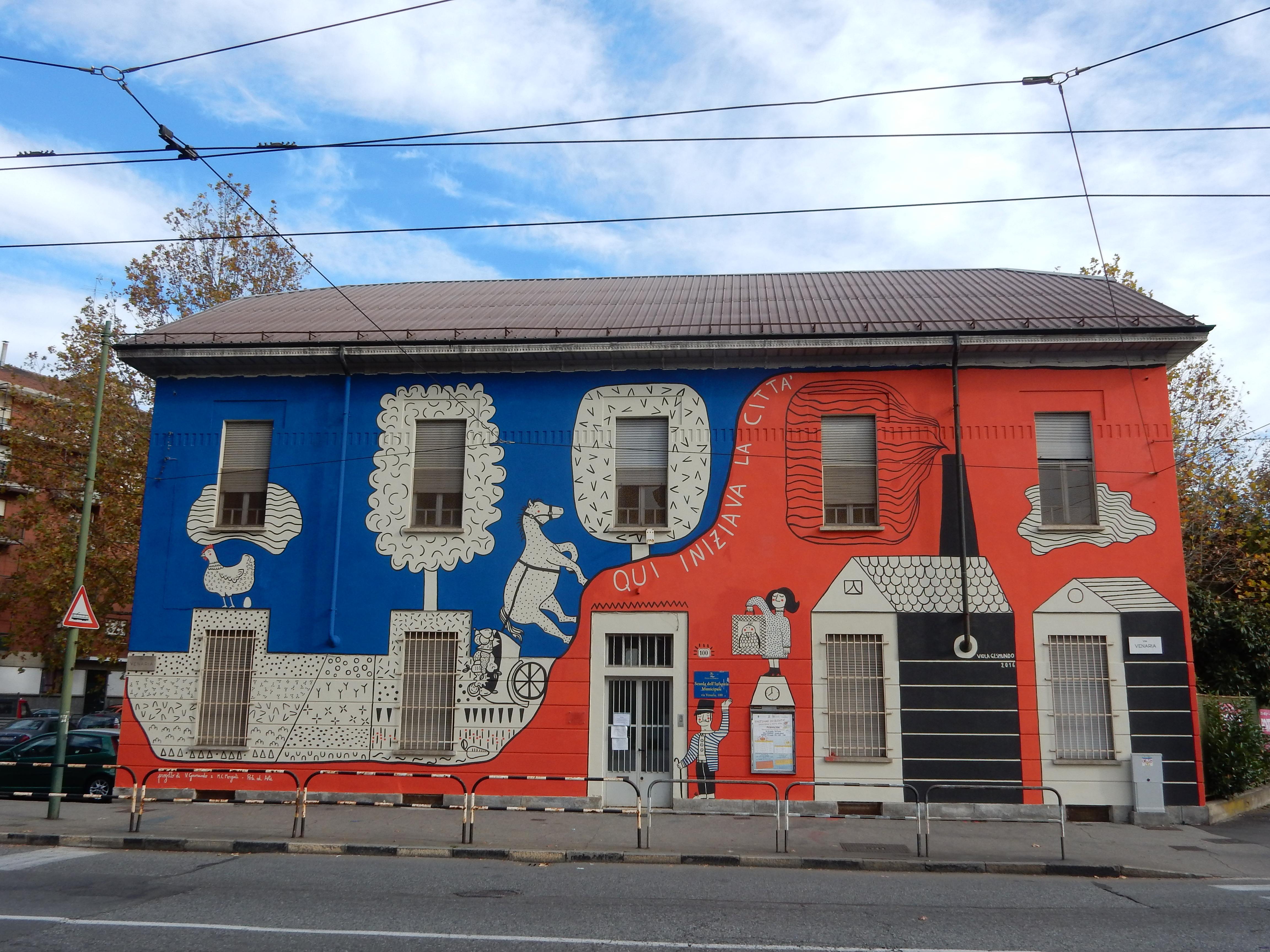
Edificio Dazio dopo intervento di "Street Art"

Nel mese di maggio 2016 un bando denominato "PORTE AD ARTE", voluto dalla Soprintendenza alle Belle Arti e Paesaggio di Torino e coordinato dalla "Fondazione Contrada Torino Onlus", in collaborazione con la Direzione Cultura della Città di Torino – Servizio Arti Visive, Cinema e Teatro e la Consulta per la Valorizzazione dei Beni Artistici e Culturali di Torino ha selezionato una serie di proposte per realizzare un'opera di "Street art" sui muri dell'edificio del Dazio di Via Venaria 100.
Nel settembre 2016 una giuria mista di residenti ed esperti ha selezionato il progetto vincente presentato dal gruppo di Viola Gesmundo e di Maria Chiara Morganti, che nel mese di ottobre 2016 ha eseguito e terminato l'opera.

## Musica e cinema nel quartiere
In questo quartiere sono nati i Linea 77, band che prese il nome negli anni novanta dalla linea di autobus che utilizzavano per raggiungere il liceo frequentato dai componenti. Il gruppo musicale ha ricevuto nel 2004 il titolo di "Best Italian Act" agli MTV Europe Music Awards dopo essersi esibiti in molti paesi europei e negli Stati Uniti e aver duettato con i Subsonica.
Inoltre, grazie al progetto ZONA 7760, stanno emergendo molte band giovanili locali, che si esibiscono durante le feste di quartiere e prendono ispirazione dai luoghi di esso.

## Infrastrutture e trasporti

### Ferrovie
L'area è servita dalle fermate ferroviarie di Rigola Stadio (nel comune di Venaria Reale) e Madonna di Campagna, dismessa nel 2020, della tratta Ferrovia Torino-Ceres servita dalla linea SFM A del Servizio ferroviario metropolitano di Torino.

## Mobilità urbana
Il quartiere è servito dalle linee tranviarie 3 e 9 e da autoservizi urbani e interurbani.
Nel quartiere è situato il più grande deposito del GTT e presso le Officine Tram Storici (volontari dell ATTS - Associazione Torinese Tram Storici) vengono custoditi e restaurati i tram della flotta torinese e di altre città.

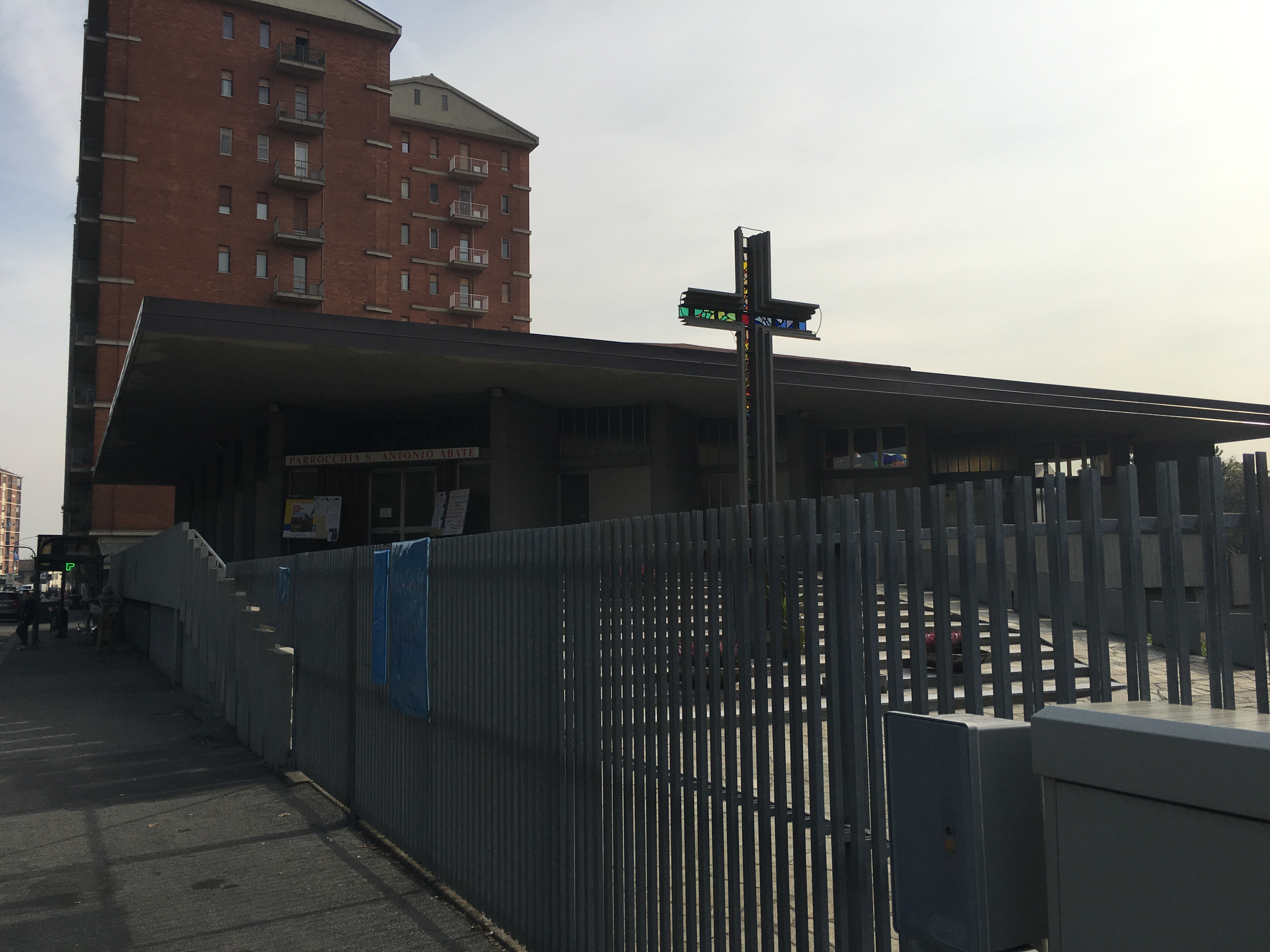
Parrocchia Sant'Antonio Abate in Piazza Stampalia

## Monumenti e luoghi d'interesse
- Parrocchia Sant'Antonio Abate
- Abside Cappella di San Marchese

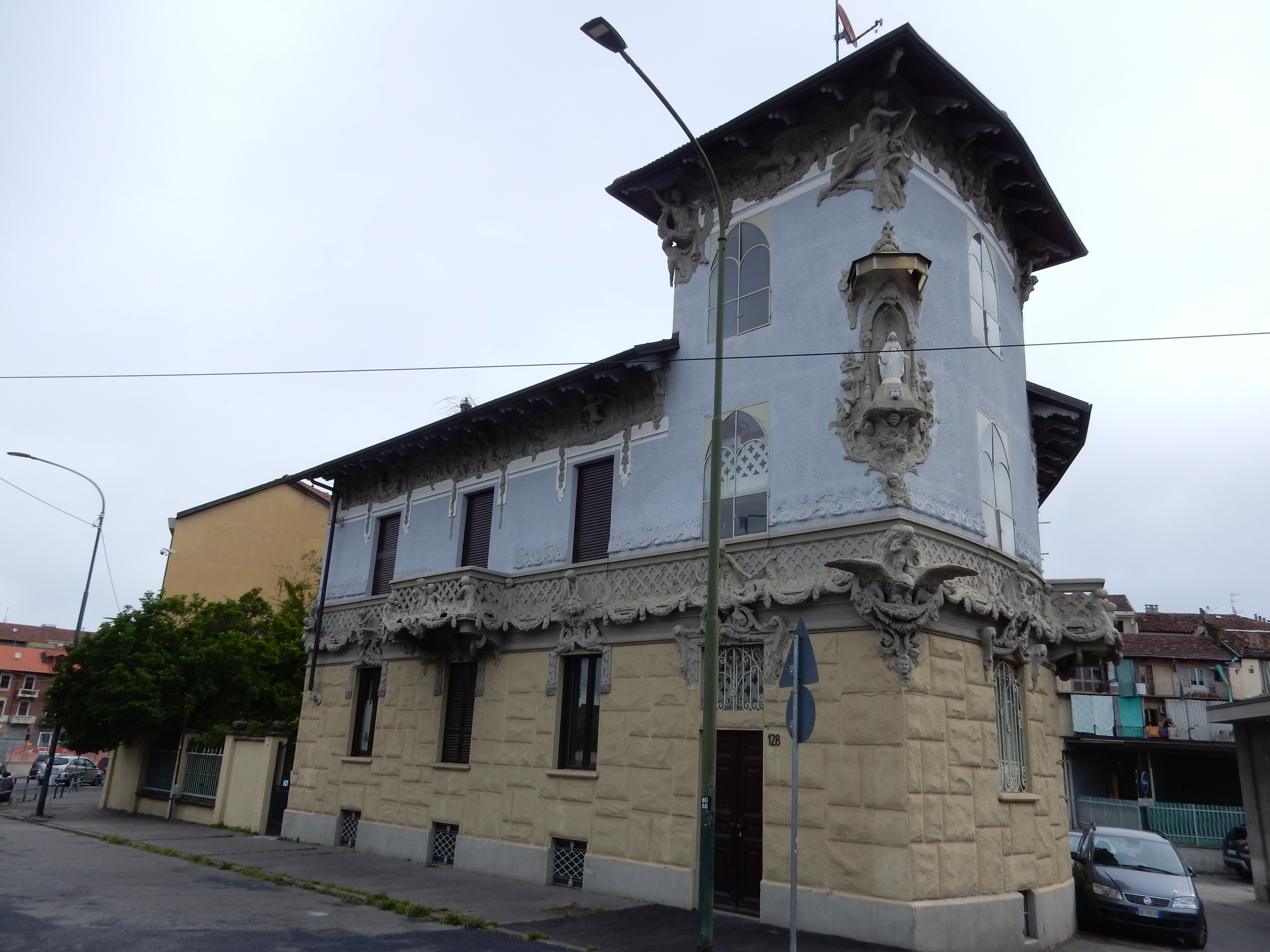
Casa Ponchia o Casa delle Aquile

- Parrocchia San Paolo Apostolo, edificio moderno
- Cascina Galliziana o "La Città",[9] edificio storico con area verde circostante in attesa di ristrutturazione e riqualificazione funzionale[10]
- Casa Ponchia o "Casa delle Aquile", edificio di stile Liberty costruito negli anni '20 del novecento, su progetto dell'omonimo architetto
- Ex edifici del dazio doganale di Piazza Stampalia (anno 1912)
- Il giardino tra via Brosso e via Venaria che è stato intitolato dal Comune di Torino in data 27 settembre 2018 al pittore rinascimentale Perugino[11]
- L'area verde tra via Lanzo e via Berrino che è stata intitolata dal Comune di Torino in data 13 giugno 2019 alla sindacalista e partigiana Maria "Gina" Vanoli[12]

## Associazionismo locale
- Gruppo Scout TORINO 27[13]: è il gruppo Scout AGESCI di riferimento della zona; si trova presso la Parrocchia San Paolo Apostolo in via Berino; fondato nel 1968 è tuttora una parte attiva della vita del quartiere. Ne fanno parte ragazzi dai 8 ai 21 anni.
- ZONA 7760: gruppo di residenti, dei rioni di Barriera di Lanzo e rione Rigola[14], che ha come obiettivo la promozione di iniziative culturali che possano invogliare gli abitanti dei due quartieri, considerati parte di un'unica comunità, a vivere e valorizzare il proprio territorio.
- Associazione Commercianti e Artigiani B. Lanzo: associazione di negozianti della zona a sostegno di attività d'insieme nel quartiere, come sponsor o promotori stessi.